# 鄒済
鄒 済（すう さい、1357年 - 1424年）は、明代の学者・官僚。字は汝舟。本貫は杭州府余杭県。

## 生涯
母に孝事して知られた。博覧強記で、『春秋』を最も得意とした。余杭訓導となり、その指導は厳格であった。国子学録・国子助教を歴任した。自らの発言が罪に問われて、西安府学教授に左遷された。赴任しないうちに河間府学教授に転じた。推薦により平度州知州となった。
永楽初年、母が死去したため、鄒済は故郷で喪に服していたが、翰林院修撰の李貫の推挙を受けて、『太祖実録』の編纂に参加した。礼部儀制郎中に任じられ、階位は奉議大夫から奉政大夫に進んだ。『永楽大典』の編纂にも参加した。1407年（永楽5年）、ベトナム遠征に従軍し、遠征軍の上奏や記録を担当した。帰国すると広東右参政となった。罪に問われて、吏部郎中に左遷された。1412年（永楽10年）、左春坊左庶子に転じ、皇太孫朱瞻基に経学を教授した。
1421年（永楽19年）、鄒済は詹事府少詹事に進んだ。階位は中順大夫となった。このころ徐善述・王汝玉・馬京・梁潜らが相次いで讒言を受けて獄に下され、非業の死を遂げていた。鄒済は憂憤のうちに病にかかった。皇太子朱高熾が手紙を書いて鄒済を慰めた。1424年（永楽22年）3月6日、鄒済は死去した。享年は68。1425年（洪熙元年）、太子少保の位を追贈された。諡は文敏といった。著書に『頤庵集』9巻があった。
子に鄒幹があった。